# Komosa główkowata
Komosa główkowata (Blitum capitatum L.) – gatunek rocznej rośliny okrytonasiennej z rodziny komosowatych lub szarłatowatych (w zależności od ujęcia systematycznego). Pochodzi z Ameryki Północnej, gdzie występuje na całym niemal kontynencie; od Arizony i Florydy po Alaskę i północną Kanadę. Introdukowana została do różnych krajów w Europie i na Bliskim Wschodzie. W Polsce bywa uprawiana i przejściowo dziczejąca.

## Morfologia
PokrójRoślina o wysokości 15–60 cm.
LiścieO kształcie trójkątnym lub trójkątnie oszczepowate.
ŁodygaW szczytowej części jest bezlistna.
KwiatySą skupione w pęczkach.
OwocSuchy, nie pękający.

## Zastosowanie
Roślina wykorzystywana jako warzywo.